# Оборона Дніпропетровська
Оборона Дніпропетровська — бойові дії між радянськими та німецькими військами за оволодіння Дніпропетровськом у 1941 році.

## Перебіг подій
20-21 серпня 1941 року на території теперішнього швейного заводу 134 кавалерійський полк Червоної Армії під командуванням майора Бориса Кротова зумів на деякий час зупинити наступ німців на Дніпропетровськ.
2-22 серпня в районі Криничок танкові частини генерала Клейста прорвали слабкі піхотні заслони радянських військ та взяли Карнаухівські Хутори, звідки по Криворізькому шосе готувались штурмувати Дніпропетровськ. На фланговий удар з боку Дніпропетровська 8-ї танкової дивізії полковника Юхима Пушкіна відкинув гітлерівців за річку Суха Сура.
Відступ радянських військ
17 серпня за наказом главкома Південно-Західного напрямку Семена Тимошенко війська Південного фронту почали відходити за Дніпро. Після двох днів невдалих боїв війська Резервної армії перейшли до оборони проти насідаючих з півночі та заходу німців. 23 серпня частина сил опинилася в оточенні в Дніпродзержинську. 24 серпня частини, що билися в оточенні, переправилися на лівий берег Дніпра. Війська III німецького моторизованого корпусу Ебергарда фон Маккензена рвалися до висот на південно-західній околиці міста. Під прикриттям частин дніпропетровського гарнізону та випускників артучилища, основні частини Резервної армії в 1:30 залишили правобережну частину міста. Обидва дніпропетровські мости були підірвані.
Ебергард фон Маккензен так описує, що було далі:

«Розбитий супротивник протягом ночі зникнув на інший берег, обидва мости було підірвано. Тільки один наведений ними же, і зрозуміло, дуже слабенький місток росіянам не вдалося зруйнувати. Не довго розмірковуючи передові частини 13-ї танкової дивізії прорвалися на інший берег Дніпра та створили плацдарм, щоправда не дуже великий»

Всього в боях під Дніпропетровськом 19-25 серпня 8-ма дивізія знищила 80 танків, іншої техніки та живої сили німців. Міцною обороною плацдарму танкісти забезпечили радянським військам планомірний відхід за Дніпро та зайняття оборони на лівому березі. За це 9 листопада полковнику Юхиму Пушкіну було надано звання Героя Радянського Союзу.
У вересні 1941 році бої тривали у Амур-Нижньодніпровському районі.
14 жовтня в ботанічному саду Дніпропетровського університету було розстріляно близько 11 000 мирних мешканців.
У приміщенні обласного управління СБУ під час німецької окупації знаходилось гестапо. Німецька жандармерія знаходилась у нинішньому адміністративному приміщенні підприємства «Дніпромлин». В Історичному музеї знаходилась канцелярія комісара міста Клоспермана.

## Визволення Дніпропетровська (1943)
12-27 вересня 1943 року 1-ша гвардійська армія СРСР відвоювала Амур-Нижньодніпровський район та лівобережну частину Дніпропетровська. В боях на цьому напрямку загинув командир 152-ї стрілецької дивізії генерал-майор В. П. Каруна.
У вересні війська Південно-Західного фронту під командуванням Родіона Малиновського захопили плацдарм на правому березі Дніпра в районі Сошинівки, Аулів, Сухачівки, а також переправи біля села Чаплі та Військове.
23-24 жовтня 39-та гвардійська стрілецька дивізія почала захоплювати правобережний Дніпропетровськ. На місті річкового порту на правому березі висадилася десантна група радянських військ. Вранці 24 жовтня частини 152-ї стрілецької дивізії оволоділи Сухачівкою та обома Діївками. Під керуванням полковника Юрія Мазного бійці 120-го стрілецького полку 39-ї гвардійської Барвинської дивізії форсували Дніпро в районі Чаплів. Вранці 25 жовтня 152-га стрілецька дивізія оволоділа Краснопіллям та Старими Кодаками, а 39-та гвардійська стрілецька дивізія — Лоцманською Кам'янкою. До полудня Дніпропетровськ був повністю звільненний Червоною Армією.